# Augusto Fernández
För den spanske roadracingföraren med samma namn, se Augusto Fernández (roadracingförare).
Augusto Matías Fernández, född 10 april 1986, är en argentinsk fotbollsspelare som spelar för spanska Cádiz.

## Klubbkarriär
Den 31 januari 2018 värvades Fernández av kinesiska Beijing Renhe.

## Landslagskarriär
Augusto Fernández var med i Argentinas trupp vid fotbolls-VM 2014.